# PRODES (Programme de Despoluição de Bacias Hidrográficas)
Le programme PRODES (acronyme brésilien de Programme de Despoluição de Bacias Hidrográficas ; à ne pas confondre avec un programme satellital de surveillance de l'Amazonie : Projeto de Monitoramento do Desmatamento na Amazônia Legal por Satélite) est un programme du gouvernement fédéral brésilien visant à financer les stations d'épuration des eaux usées tout en offrant des incitations financières visant à un bon entretien et une bonne exploitation de ces installations. 

## Principe
Le gouvernement fédéral paie des services publics (principalement des sociétés d'eau et d'assainissement publiques ou des régies municipales) pour traiter les eaux usées, en fonction des résultats certifiés. 
Jusqu'à la moitié des coûts d'investissement de stations d'épuration peuvent être remboursés en trois à sept ans, si la qualité des eaux usées rejetées est conforme aux normes. 
Si les normes ne sont pas respectées durant un trimestre, un avertissement est émis. 
Si elles ne sont pas atteintes le trimestre suivant, le paiement est suspendu. 
Si les normes ne sont toujours pas respectées au cours du trimestre suivant, le fournisseur de services est exclu du programme. 
Les opérateurs sont ainsi fortement incités à bien exploiter et entretenir leurs stations d'épuration. 
Le programme améliore la viabilité financière des services publics et augmente ainsi leur capacité à accéder au crédit commercial, à travers les banques de développement (telles que la Caixa Econômica Federal) ainsi que les banques commerciales. 
Le risque opérationnel est clairement attribué au prestataire de services, a priori le mieux à même de gérer ce risque. 
Pour éviter le surinvestissement, les stations d'épuration doivent être intégrées dans les plans de bassin adoptés par les agences des bassins hydrographiques (c'est une condition à l'éligibilité à ce financement).

## Objectifs
Le programme PRODES vise à la fois la qualité et la quantité, mais en privilégiant la qualité.
Ce type d'aide est basé sur les résultats (par opposition à d’autres types de financement qui sont ou étaient basés uniquement sur la quantité d’eau entrant dans la station d’épuration).

## Histoire
Ce programme a été initié en 2001. 
De 2001 à 2007, PRODES a mobilisé des investissements de 290 millions de dollars EU avec des subventions et des engagements de subventions de 94 millions de dollars EU. Il a pu financer durant cette période (en 6 ans) 41 stations de traitement des eaux usées dans 32 villes desservant 2 millions de personnes. 
Le programme avait un portefeuille de 52 autres projets à financer desservant 5,7 millions de personnes. 

## Gestion
Il est géré par l'Agence Nationale de l'Eau brésilienne (ANA).

## Couverture géographique
Géographiquement, les projets financés sont concentrés dans le sud-est du Brésil, la région la plus urbanisée du pays, concernée par les problèmes de pollution les plus graves.